# Chiliogone

Un chiliogone régulier.

Un chiliogone [kilijɔgɔn] ou chiliagone (du grec χίλιοι (khílioi) : « mille » et γωνία (gônía) : « angle ») est un polygone à mille sommets, donc mille côtés et 498 500 diagonales.
La somme des angles internes d'un chiliogone non croisé vaut 179 640 degrés.

## Chiliogones réguliers
Un chiliogone régulier est un chiliogone dont les côtés ont même longueur et dont les angles internes ont même mesure. Il y en a 200 : 199 étoilés (notés {1 000/k} pour k impair de 3 à 499 sauf les multiples de 5) et un convexe (noté {1 000}). C'est de ce dernier qu'il s'agit lorsqu'on dit « le chiliogone régulier ».

## Caractéristiques du chiliogone régulier
Chaque angle au centre mesure {\displaystyle {\frac {360^{\circ }}{1\,000}}=0{,}36^{\circ }} et chaque angle interne mesure {\displaystyle {\frac {179\,640^{\circ }}{1\,000}}=179{,}64^{\circ }}.
Si a est la longueur d'une arête :
- le périmètre vaut {\displaystyle P=1\,000\,a} ;
- l'aire vaut {\displaystyle A=250\,a^{2}\cot \left({\frac {\pi }{1\,000}}\right)} ;
- l'apothème vaut {\displaystyle H={\frac {2\,A}{P}}={\frac {a}{2}}\cot \left({\frac {\pi }{1\,000}}\right)} ;
- le rayon vaut {\displaystyle R={\frac {H}{\cos \left({\frac {\pi }{1\,000}}\right)}}={\frac {a}{2\sin \left({\frac {\pi }{1\,000}}\right)}}}.

## Symbolique
Ce terme est utilisé à plusieurs reprises par René Descartes dans ses Méditations métaphysiques. Le chiliogone est un exemple utilisé en philosophie pour désigner quelque chose qui est impossible à imaginer clairement et distinctement, mais facile à concevoir dans l'idée, prouvant ainsi la puissance de l’entendement par rapport à la faiblesse des sens (imaginer étant un acte qui fait appel à une forme de vision).
Avant lui, Archimède s'est servi de l'analogie du chiliogone pour décrire le diamètre apparent du Soleil. En effet, selon lui, le diamètre du Soleil est plus large que le côté du chiliogone inscrit dans le « grand cercle de l'Univers » (il se base pour cela sur les travaux d'Aristarque, qui l'estimait à 1/720 du « cercle du zodiaque »).